# 標準九分
標準九分（英語：Stanine，Standard NINE的簡稱），是用 1 至 9 分來描述測驗的分數，最高9分，最低1分。
有些網頁認為標準九分是源自第二次世界大战的美國陸軍航空軍。有些心理測量的說法認為使用1至9分是因為只需用一位數表示，較節省空間，但Thorndike提出將標準九分分數縮減到九個數值的目的是「減少要設法解釋小分數差異的可能」。目前已知最早使用標準九分的是美國空軍，在1942年使用。

## 計算
測試分數可以用以下的方式轉為標準九分：
1. 將分數從最小到最大排序
2. 將最低的4%給標準九分的1分，接下來的7%給2分，依照以下表格給對應的分數。

| 區域內比例    | 4%        | 7%             | 12%            | 17%            | 20%            | 17%            | 12%            | 7%             | 4%              |
| 標準九分      | 1         | 2              | 3              | 4              | 5              | 6              | 7              | 8              | 9               |
| 標準化 分數   | −1.75以下 | −1.75 至 −1.25 | −1.25 至 −0.75 | −0.75 至 −0.25 | −0.25 至 +0.25 | +0.25 至 +0.75 | +0.75 至 +1.25 | +1.25 至 +1.75 | above +1.75以上 |
| Wechsler 分數 | 74以下    | 74 至 81       | 81 至 89       | 89 至 96       | 96 至 104      | 104 至 111     | 111 至 119     | 119 至 126     | 126以上         |
| 累計比例      | 4%        | 11%            | 23%            | 40%            | 60%            | 77%            | 89%            | 96%            | 100%            |

上述的基礎是將常態分佈分為九個區間，除了最高和最低的區間以外，每一個區間為0.5標準差。其中位數是在5分。

## 現今使用
目前標準九分主要用在教育評量上。 
- 加拿大埃德蒙顿的阿爾伯塔大學在2003年前使用標準九分，後來分為4點分數制[3]。
- 美國的Educational Records Bureau（英语：Educational Records Bureau）會將測試成績用標準九分以及百分數來表示
- The 紐西蘭教育研究委員會（英语：New Zealand Council for Educational Research）使用標準九分[4]。
- 英國GL Assessment會將認知能力考試（CAT4）的結果用標準九分以及SAS（標準化年齡分數）表示，這是許多英國國際學校會採用的分數[5]。
- 韓國高中使用標準九分來評估其學生。

## 腳註
1. ↑  Thorndike, R. L.  (1982).  Applied Psychometrics. Boston, MA: Houghton Mifflin, p. 131
2. ↑  Krueger Hussey, A. (2004).  Air Force Flight Screening: Evolutionary Changes, 1917-2003. Office of History and Research Headquarters Air Education and Training Command Randolph AFB, Texas
3. ↑  .   [2007-01-04]. （原始内容存档于2006-12-12）.
4. ↑  "Understanding Stanines" （页面存档备份，存于）, nzcersupport.org.nz
5. ↑  .   [2024-09-15]. （原始内容存档于2016-11-06）.